# بطولة كأس العالم لرياضات التزلج على الماء 2019
بطولة كأس العالم لرياضات التزلج على الماء 2019 هي الدورة الـ 50 لرياضات التزلج على الماء، وتقام في مدينة نيوم شمال غرب المملكة العربية السعودية، وهي الحدث الرياضي الأول الذي يقام على أرض نيوم منذ تأسيسها في أكتوبر 2017، ويتنافس على كأس البطولة مجموعة من أبطال العالم في رياضة التزلج بالكيبل من الجنسين، على جوائز مقدارها 100 ألف دولار، في تاريخ 17 حتى 20 يوليو 2019.